# Cryptoxylomyia excavata
Cryptoxylomyia excavata är en tvåvingeart som först beskrevs av Boris Mamaev 1964.  Cryptoxylomyia excavata ingår i släktet Cryptoxylomyia och familjen gallmyggor. Inga underarter finns listade i Catalogue of Life.